# Lotus collinus
Lotus collinus — вид квіткових рослин родини бобові (Fabaceae).

## Опис
Багаторічна трав'яниста рослина. Стебла до 50 см. Листя з 5 листових фрагментів, (2,5)4,5–10 × 3–7.5 мм. Суцвіття з 1–6 жовтими квітками. Плоди 20–45 × 2–2,2 мм. Насіння ≈ 2 мм, майже кулясте. Квітне в травні.

## Поширення, екологія
Країни поширення: Північна Африка: Алжир; пн. Лівія; Марокко; Туніс. Азія: Кіпр; Ізраїль; Йорданія; Ліван; Сирія; Туреччина. Європа: Болгарія, Греція; Італія — Сицилія; Франція [пд.]; Іспанія [пд.].